# Claudio Panatta
Claudio Panatta (ur. 2 lutego 1960 w Rzymie) – włoski tenisista, reprezentant w Pucharze Davisa.
Jest młodszym bratem Adriano Panatty, również tenisisty.

## Kariera tenisowa
Zawodowym tenisistą był w latach 1979–1989.
Startując w turniejach rangi ATP World Tour wygrał 1 imprezę w grze pojedynczej i 6 zawodów w grze podwójnej. Ponadto w singlu przegrał 3 finały i 7 w deblu.
W latach 1983–1987 reprezentował Włochy w Pucharze Davisa rozgrywając w sumie 19 meczów, z których w 7 zwyciężył.
W rankingu gry pojedynczej najwyżej był na 46. miejscu (18 czerwca 1984), a w klasyfikacji gry podwójnej na 45. pozycji (26 września 1988).

### Finały w turniejach ATP World Tour
| Legenda                                      |
| -------------------------------------------- |
| Wielki Szlem                                 |
| Igrzyska olimpijskie                         |
| Tennis Masters Cup / ATP Finals              |
| ATP Masters Series / ATP Tour Masters 1000   |
| ATP International Series Gold / ATP Tour 500 |
| ATP International Series / ATP Tour 250      |

#### Gra pojedyncza (1–3)
| Końcowy wynik | Nr | Data | Turniej   | Nawierzchnia | Przeciwnik            | Wynik finału  |
| ------------- | -- | ---- | --------- | ------------ | --------------------- | ------------- |
| Finalista     | 1. | 1982 | Kair      | Ceglana      | Brad Drewett          | 3:6, 3:6      |
| Zwycięzca     | 1. | 1985 | Bari      | Ceglana      | Lawson Duncan         | 6:2, 1:6, 7:6 |
| Finalista     | 2. | 1985 | Bolonia   | Ceglana      | Thierry Tulasne       | 2:6, 0:6      |
| Finalista     | 3. | 1988 | Florencja | Ceglana      | Massimiliano Narducci | 6:3, 1:6, 4:6 |

#### Gra podwójna (6–7)
| Końcowy wynik | Nr | Data | Turniej   | Nawierzchnia | Partner            | Przeciwnicy                          | Wynik finału  |
| ------------- | -- | ---- | --------- | ------------ | ------------------ | ------------------------------------ | ------------- |
| Finalista     | 1. | 1984 | Palermo   | Ceglana      | Henrik Sundström   | Tomáš Šmíd Blaine Willenborg         | 7:6, 3:6, 0:6 |
| Zwycięzca     | 1. | 1985 | Nicea     | Ceglana      | Pavel Složil       | Loïc Courteau Guy Forget             | 3:6, 6:3, 8:6 |
| Zwycięzca     | 2. | 1985 | Bari      | Ceglana      | Alejandro Ganzábal | Marcel Freeman Laurie Warder         | 6:4, 6:2      |
| Finalista     | 2. | 1985 | Kitzbühel | Ceglana      | Paolo Canè         | Sergio Casal Emilio Sánchez          | 3:6, 6:3, 2:6 |
| Finalista     | 3. | 1986 | Bolonia   | Ceglana      | Blaine Willenborg  | Paolo Canè Simone Colombo            | 1:6, 2:6      |
| Finalista     | 4. | 1986 | Ateny     | Ceglana      | Carlos Di Laura    | Libor Pimek Blaine Willenborg        | 7:5, 4:6, 2:6 |
| Finalista     | 5. | 1986 | Barcelona | Ceglana      | Carlos Di Laura    | Jan Gunnarsson Joakim Nyström        | 3:6, 4:6      |
| Finalista     | 6. | 1987 | Bolonia   | Ceglana      | Blaine Willenborg  | Sergio Casal Emilio Sánchez          | 3:6, 2:6      |
| Zwycięzca     | 3. | 1987 | Palermo   | Ceglana      | Leonardo Lavalle   | Petr Korda Tomáš Šmíd                | 3:6, 6:4, 6:4 |
| Zwycięzca     | 4. | 1988 | Bordeaux  | Ceglana      | Joakim Nyström     | Christian Miniussi Diego Nargiso     | 6:1, 6:4      |
| Finalista     | 7. | 1988 | Kitzbühel | Ceglana      | Joakim Nyström     | Sergio Casal Emilio Sánchez          | 4:6, 6:7      |
| Zwycięzca     | 5. | 1988 | Bari      | Ceglana      | Thomas Muster      | Francesco Cancellotti Simone Colombo | 6:3, 6:1      |
| Zwycięzca     | 6. | 1989 | Ateny     | Ceglana      | Tomáš Šmíd         | Gustavo Giussani Gerardo Mirad       | 6:3, 6:2      |